# Tambora (Sprache)
Das Tambora ist die Sprache der Tambora-Kultur, deren Angehörige sich auf der Insel Sumbawa im heutigen Indonesien angesiedelt hatten. Beim Ausbruch des Vulkans Tambora im Jahr 1815 wurde diese Kultur und damit auch ihre Sprache vollständig ausgelöscht.
Die Sprache ist lediglich durch eine Wortliste erhalten, die vor dem Ausbruch aufgezeichnet und im Jahr 1817 veröffentlicht wurde. Aufgrund des Mangels an Quellen kann die Sprache nicht klassifiziert werden, allerdings scheint sie nicht mit den umgebenden austronesischen Sprachen verwandt zu sein.